# Campus de Viikki

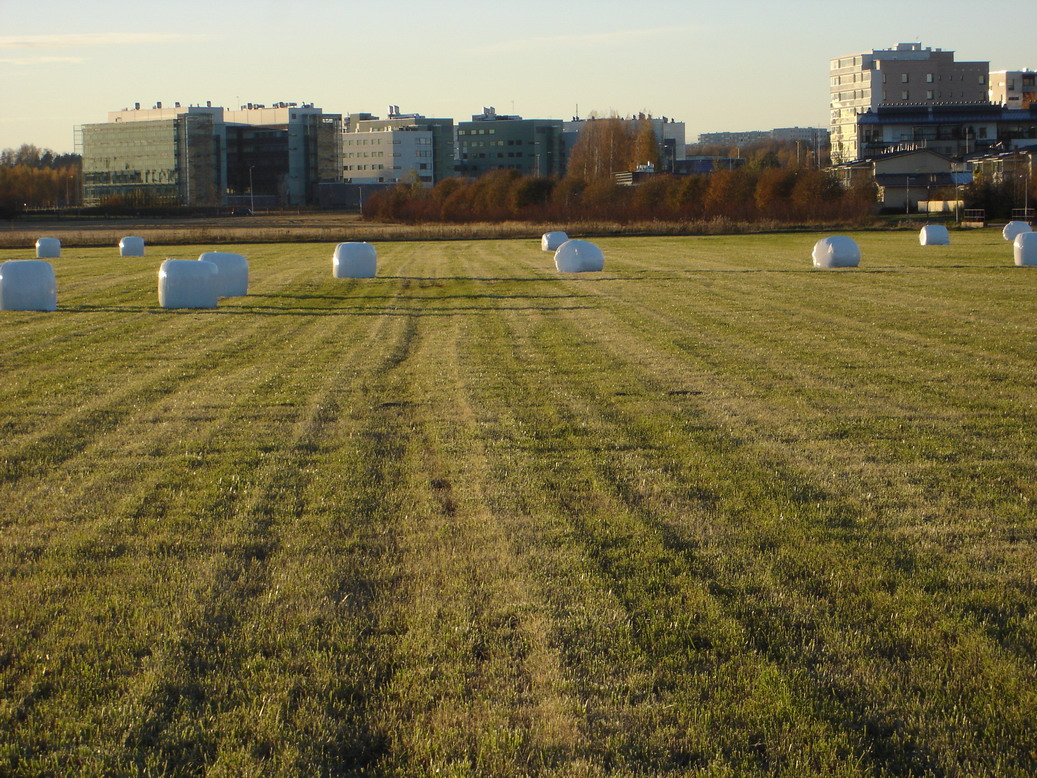
Facultades en el Campus de Wiikki.

El Campus de Viikki es uno de los cuatro campus de los que cuenta la Universidad de Helsinki en Finlandia, enfocado en las ciencias biológicas. Comprende las siguientes unidades:
- Facultad de Agricultura y Silvicultura
- Facultad Biología
- Facultad de Farmacia
- Facultad de Veterinaria
- Instituto de Biotecnología
- Biblioteca de Ciencias de Viikki

El campus se ubica en el área de rápido desarrollo de Viikki en Helsinki. Está fuertemente relacionada con el Helsinki Business Park. Su proximidad al Arboretum de Viikki, el humedal área de preservación de la naturaleza de la bahía de Vanhankaupunginlahti y el Museo de Agricultura de Viikki que comprende la granja experimental "Hakalantie", forman un raro conjunto de aire campestre y de vida silvestre en el corazón de la capital.